# آندراش سالائی
آندراش سالائی (مجاری: Sallay András؛ زادهٔ ۱۵ دسامبر ۱۹۵۳) رقصنده روی یخ اهل مجارستان است.